# Kaloň dlouhonosý
Kaloň dlouhonosý (Eonycteris major) je jeden z nejmenších druhů kaloňů žijící v pralesních oblastech severní Austrálie, v Bruneji, Indonésii, Malajsii a na Filipínách. Měří pouze okolo 5 cm, v rozpětí 15 až 20 cm.
Kaloň dlouhonosý žije velmi skrytě, osaměle nebo v malých skupinách, často v korunách stromů. Živí se především květním nektarem, pylem a někdy také měkkými tropickými plody. K tomu má dobře přizpůsobenou morfologii - vystouplou čelistní část lebky kuželovitého tvaru, drobné zuby a velmi dlouhý vysunovací jazyk opatřený zvláštními papilami. Podobně jako kolibříci má schopnost vznášet se na místě třepotavým letem; při získávání potravy současně opyluje květy. Na kaloních závisí opylování asi tří tisíců druhů - např. divoké banánovníky, agave, mangovníky a řada stromů kvetoucích na koncových větvích jejichž výrazně vonící květy se otvírají pouze v noci.